# Томас Шааф
Томас Шааф (на немски: Thomas Schaaf) е немски треньор по футбол и бивш футболист. Роден е на 30 април 1961 година в Манхайм, Германия.

## Състезателна кариера
Започва да тренира футбол през 1972 година в школата на Вердер Бремен и преминава през всички младежки формации, за да стигне до мъжкия състав, с екипа на който записва 262 мача в Бундеслигата и отбелязва 13 гола. През този период печели две шампионски титли (1991 и 1994), два пъти Купата на Германия (1991 и 1994 г.), а на европейска сцена КНК през 1992 г. След 23 г. на вярност към родния клуб през 1995 г. Томас слага край на активната си спортна кариера.

## Треньорска кариера
След приключване на състезателната си кариера Томас Шааф остава на работа в клуба, като в началото води юношеските, а по-късно аматьорските формации на Вердер. От 10 май 1999 г. поема мъжкия състав и още през първия си сезон печели Купата на Германия, като на финала побеждава Байерн Мюнхен с 5:4 след изпълнение на дузпи (в ред. време 1:1). През 2004 г. извежда „бременските музиканти до дубъл като печели титлата в Бундеслигата, както и Купата на Германия след победа на финала над Алемания (Аахен) с 3:2. В следващите години превръща Вердер в един от водещите отбори в Бундеслигата. Следват два сребърни медала (2005/06 и 2007/08), два бронзови (2004/05 и 2006/07) от шампионата, два поредни 1/8 финала в Шампионската лига, както и една Купа на Лигата през 2006 г. като на финала отново побеждава Байерн Мюнхен с 2:0. През септември 2008 Томас Шааф и „бременските музиканти“ нанасят една от най-срамните загуби в историята на Байерн, като го побеждават на техния стадион в Мюнхен с 5:2.

## Успехи
Състезател
- Шампион на Германия (2) (1991 и 1994)
- Купа на Германия (1991 и 1994)
- КНК 1992

Треньор
- Шампион на Германия 2004
- Вицешампион (2006 и 2008)
- Купа на Германия (2) 1999 и 2004
- Финал за Купата на Германия 2000
- Купа на Лигата 2006
- Финал за Купа на Лигата (2) (1999 и 2004)
- „Мъж на годината“ в немския футбол 2004
- „Треньор на годината“ в Германия 2004 г.